# Stelletta pisum
Stelletta pisum är en svampdjursart som beskrevs av Thiele 1898. Stelletta pisum ingår i släktet Stelletta och familjen Ancorinidae. Inga underarter finns listade i Catalogue of Life.